# Scandinavia Township, Harlan County, Nebraska
Scandinavia Township är en kommun (township) i Nebraska i USA. År 2000 uppmättes invånarantalet till 126 personer. En liten bit av orten Ragan tillhör området.